# Jerzy Ryx
Jerzy Ryx (ur. 18 stycznia 1866 w Paryżu, zm. 18 grudnia 1944 w Sielcu) — polski ziemianin, hodowca i pisarz.

## Życiorys
Urodził się w Paryżu 18 stycznia 1866 w rodzinie Bronisława herbu Pierścień i jego żony Izabeli z domu Kropiwnickiej herbu Sas.
Ukończył Gimnazjum św. Anny w Krakowie i studiował rolnictwo w Wiedniu. W czasie studiów działał w ogólnostudenckim zrzeszeniu "Ognisko". Odbył praktyki w Dolnej Austrii oraz w Skrzeszowicach. W 1887 osiadł w Woli Prażmowskiej i rozpoczął hodowlę roślin rolniczych jednocześnie pomagają matce Izabelli Ryx w prowadzeniu majątku Prażmów oraz przygotowywaniu wystaw zootechnicznych.
W 1905 założył w Warszawie dom handlowy "Jedność". W 1906 zakupił zaniedbaną posiadłość Ołtarzew 16 ha i bardzo szybko doprowadził do wzorowego gospodarstwa. Prowadził w Ołtarzewie zarodową hodowlę świń i drobiu; w latach 1916-18 odbywały się tu kursy rolnicze prowadzone przez późniejszych profesorów SGGW. Wraz z rozwojem plantacji dokonał zakupu gospodarstwa 150 ha w Strzykułach gdzie prowadził hodowlę buraka cukrowego.
Przed I wojną światową nawiązał współpracę ze słynnymi europejskimi hodowlami roślin w Szwecji, Francji, Niemczech i w Austrii.
Jerzy Ryx wyhodował wiele nowych i cennych odmian zbóż, m.in.:pszenicę Ołtarzewska Genetyczna i Wysokolitewka Ołtarzewska, żyto Ołtarzewskie, nowe odmiany owsa, jęczmienia, jarego rzepaku, wyki, grochu, buraków cukrowych, ziemniaków i rzodkwi.
Wyniki swoich prac publikował w fachowych czasopismach. Ukazało się 18 takich publikacji oraz 35 większych prac.
Żonaty z Ireną z domu Tąkiel, miał troje dzieci: Andrzej, rolnik poległ w 1918 w obronie Lwowa, córki: Krystyna Olędzka oraz Izabella Bereśniczowa. Zmarł 18 grudnia 1944 w majątku Sielec i pochowany jest wraz z żoną w Prażmowie.

## Publikacje
- Autor: Ryx, Jerzy (1866-1944) - Prolib Integro [online], wst.biblioteki.pl [dostęp 2022-10-05].
- Ryx – „Kościół Żbikowski w r. 1914” („Echo Pruszkowskie” 1924) – Muzeum Dulag 121 [online] [dostęp 2022-10-05] (pol.).
- WorldCat Identities